# Jerash, Armenien
Jerash (armeniska: Երասխ, tidigare Arazdayan) är en ort i Araratprovinsen i Armenien. Den ligger vid floden Aras och vid gränsen till Nachitjevan. Den hade 2001 729 invånare,
Jerash är en gränsort vid den stängda gränsen till enklaven Nachitjevan i Azerbajdzjan. Den har järnvägsförbindelse med Jerevan via staden Ararat.